# 第70步兵師 (德國國防軍)
德國國防軍陸軍第70步兵師（德語：70. Infanterie-Division）是納粹德國國防軍陸軍的一個步兵師。該師於1944年組建，由原來豁免服役的人員組成。
1944年8月，該師分別駐紮在瓦尔赫伦岛和南貝弗蘭，同年10月集中防守瓦尔赫伦岛以應對加拿大陸軍第2軍進攻。
該師防守瓦爾赫倫島多日，最後在失去退路下被圍，於1944年11月5日向盟軍投降。第70步兵師番號直到1945年德國投降再也沒有重新使用。

## 註腳
1. ↑  Mitcham（2007年）